# 19980 Barrysimon
19980 Barrysimon este un asteroid din centura principală, descoperit pe 22 noiembrie 1989, de Carolyn Shoemaker și David Levy.